# Culex submarginalis
Culex submarginalis är en tvåvingeart som beskrevs av Sirivanakarn 1973. Culex submarginalis ingår i släktet Culex och familjen stickmyggor. Inga underarter finns listade i Catalogue of Life.